# Eulophia adenoglossa
Eulophia adenoglossa är en orkidéart som först beskrevs av John Lindley, och fick sitt nu gällande namn av Heinrich Gustav Reichenbach. Eulophia adenoglossa ingår i släktet Eulophia och familjen orkidéer. Inga underarter finns listade i Catalogue of Life.